# 潼関
潼関（どうかん、とうかん, Tong Pass）は、中国陝西省の東端にあった関所（関塞）。現在の行政区画では、陝西省渭南市潼関県の北部に位置する。黄河の屈曲点に位置し、古来中原から関中に入る交通の要衝・軍事の要地として知られる。

## 地理
南流していた黄河が、華山（秦嶺山脈）につき当たり、西から流れる渭水と合流して東へと向かう屈曲点の南岸に位置する。地形は険阻であり、中原（河南省、洛陽方面）と関中（陝西省、長安方面）とを結ぶ要衝であった。

## 名称
「潼関」という名称は曹魏の時代から文献に見られる。
北魏の酈道元が著した『水経注』（6世紀）によれば、南流してきた黄河が山に「潼激」するところから「潼関」の名があるという。
『水経注』や『元和郡県志』には、崤山 (zh) から潼津にかけての地域を押しなべて「函谷関」と呼ぶ、と記されている。「潼関」という名称が現れる曹魏以前、黄河の屈曲点付近は「桃林塞」「函谷関」といった名称で記録に現れている。このほか潼関については、衝関、雲潼関といった名称も用いられた。
この地域の関塞は時代や政治状況によって数度にわたって移転したり、複数の関塞を併用していたりしている。歴史地理学・考古学者の塩沢裕仁は、「桃林塞」「函谷関」「潼関」が一つのものとして理解され、現在の潼関県から河南省三門峡市霊宝市までの広範な地域が「函谷関」と称されてきたことに注意を促し、潼関を「第四の函谷関」としている。

## 歴史
春秋時代の晋はこの付近に桃林塞を築いた。東にあった函谷関とともに関中の守りとなっていたとされる。なおこの桃林塞について、西晋の杜預は『春秋左氏伝』に付した注で、桃林塞を潼関と同一とする認識を示している。
漢代に函谷関が洛陽付近に移されたため、後漢末期（2世紀末頃）に新たに関所が設けられ、潼関とよばれた。
建安16年（211年）には、曹操軍と馬超・韓遂ら関中軍閥の間で潼関の戦いが行われた。『三国志』にあるこの戦いの記述が、「潼関」の名を記す初出である。
唐の天宝15載（756年）、安史の乱初期の戦いの一つが行われた (zh:靈寶、潼關之戰) 。哥舒翰率いる唐軍は潼関を失い、唐の朝廷は長安から蜀に逃れることになる。
20世紀まで、黄河河畔にあった潼関の町（明清代の潼関県の県城）は、対岸の風陵渡（現在の山西省運城市芮城県風陵渡鎮）とともに商業地として栄え、鉄道路線の隴海線も通っていた。1950年代、黄河下流に三門峡ダムが建設されると、潼関の町は南方に移転し、鉄道も付け替えられた。

## 遺跡
一般に、三門峡ダム建設時に放棄された明清代の潼関県の県城（現在の潼関県秦東鎮（元港口鎮、2002年に港口鎮が秦東鎮に編入）。北緯34度36分24秒 東経110度17分33秒 / 北緯34.60667度 東経110.29250度）が「潼関」と認識されている。北面を除いた3面の残存状況は比較的良いという。
秦東鎮南方の台地上には複数の遺跡があり、古代からの関塞や古道を考える上では重要である。
- 南巡城址（別名「泗川城址」、太要鎮南巡村。北緯34度31分52秒 東経110度16分34秒 / 北緯34.53111度 東経110.27611度[12]）は、明清代の遺構とされるが、この城は殷周代の遺構の上に築かれた可能性が指摘されている[8]。周辺の巡底寨村には戦国時代の遺跡も確認されており[8]、桃林塞との関係も考えられる[8]。
- 十二連城は、禁溝河の西側にある烽火台の跡である。築造時期は戦国時代に遡るという説もあるが、はっきりしない[13]。

## 文学における潼関
『書経』武成篇によれば、周の武王は、殷の紂王を放伐したのち、軍用の牛馬を放って二度と用いないことを天下に示した（帰馬放牛）。このうち牛を放った場所が桃林である。
杜甫の「三吏三別詩」の一つとして「潼関吏」が数えられている。異民族に備えて潼関を堅牢化する工事を描くとともに、哥舒翰の敗軍について触れられている。